# Croissant fertile
Ne doit pas être confondu avec Croissant fossile.

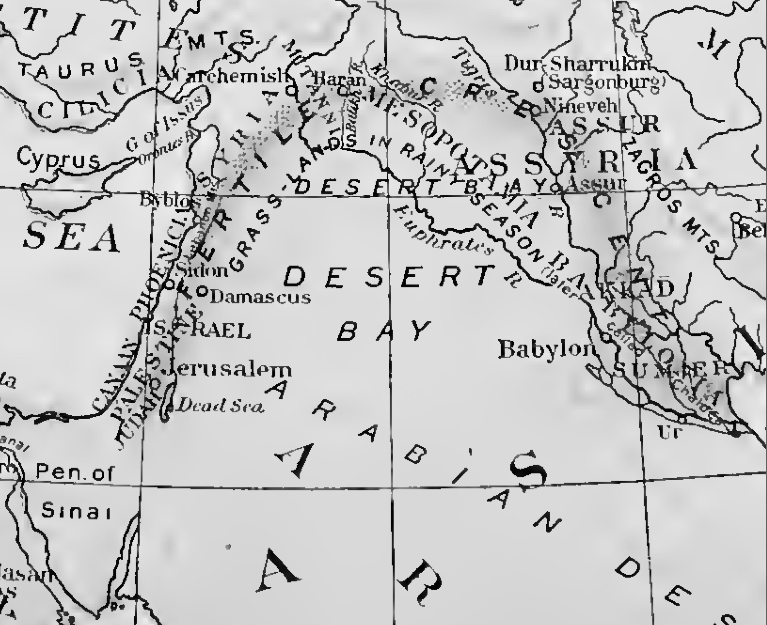
Carte du Croissant fertile par James Henry Breasted, 1916.

Le Croissant fertile est une expression désignant une région (non officielle) biogéographique du Proche et Moyen-Orient formant une bande de terres cultivables grâce à un climat suffisamment pluvieux, délimitée au sud par le désert de Syrie (qui forme la partie nord du désert d'Arabie), à l'ouest par la mer Méditerranée, et par les montagnes du Taurus et du Zagros au nord et à l'est. Il traverse les entités actuelles que sont la Palestine, Israël, la Jordanie, la Syrie, le Liban, le Sud-est de la Turquie, le Nord et l'Est de l'Irak, et le bord Ouest de l'Iran. Le terme fut introduit en 1916 par l'archéologue James Henry Breasted car l'arc formé ressemble à un croissant.

## Histoire originale

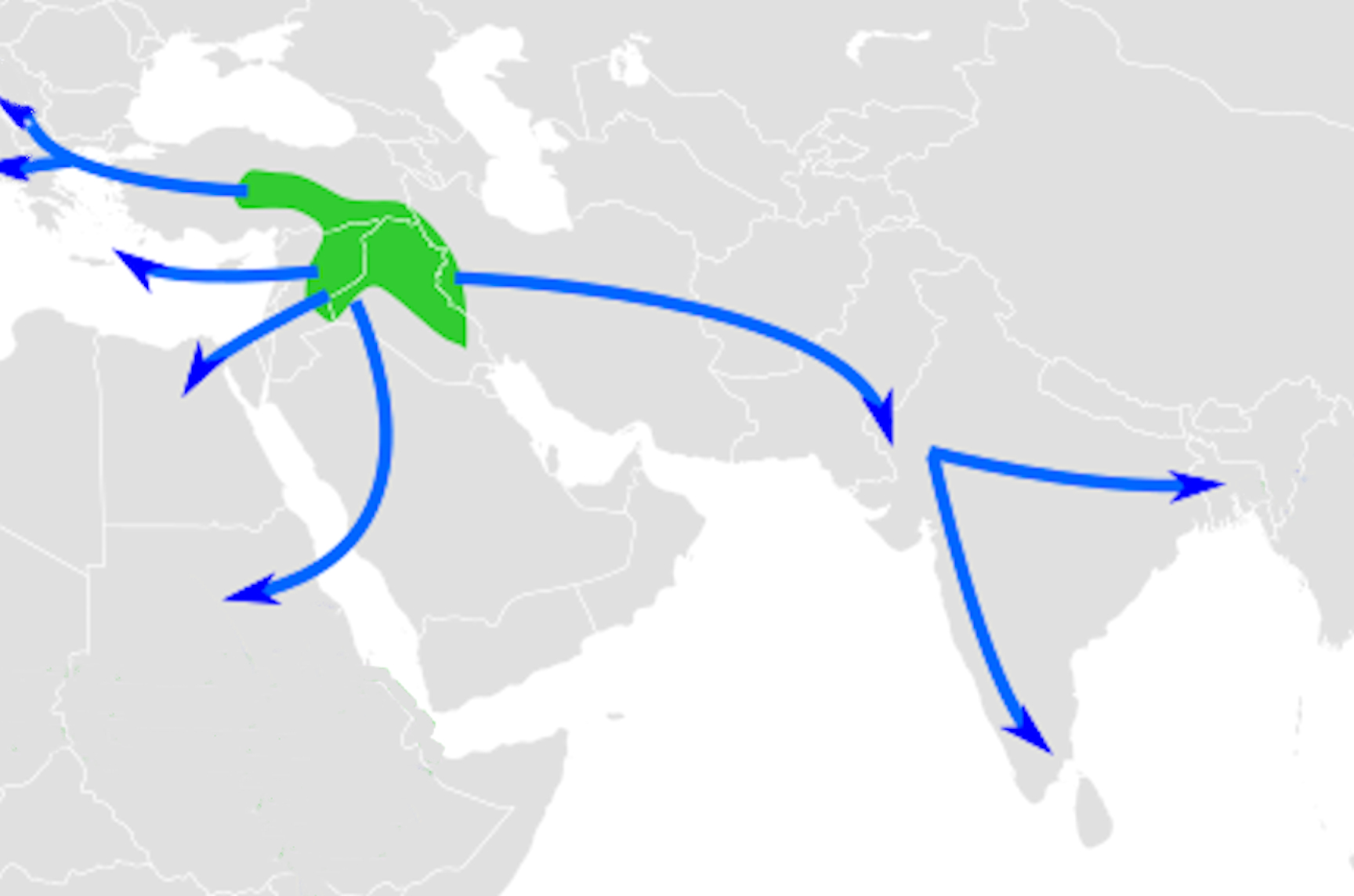
Diffusion de l'agriculture à partir de 9000 avant l'ère commune.

Abstraction plutôt qu'un espace réel clairement délimitable, le terme de « Croissant fertile » est forgé au XXe siècle par l'archéologue américain James Henry Breasted dans son ouvrage Outlines of European History. C'est « un demi-cercle ouvert vers le sud, situé au nord de l'Arabie, se terminant à l'ouest dans l'angle sud-est de la Méditerranée et à l'est dans le fond septentrional du golfe Persique », « une sorte de frange cultivable du désert », un espace steppique bordé d'un côté par des montagnes, de l'autre par le désert, et joignant la Méditerranée au Golfe persique. Ainsi présentée, l'expression paraît avant tout descriptive. Cette unité du « Croissant fertile » tient d'abord à un milieu particulier, l'espace ouvert des steppes. Mais le désert de Syrie, ce « golfe désertique » comme il l'appelle, donne aussi son sens à l'expression, il serait le lieu originel d'où régulièrement une nouvelle vague de population sémitique serait venu conquérir le Croissant fertile. L'unité du Croissant fertile serait donc autant naturelle que culturelle, ce que l'expression masque totalement. Cette unité serait assurée par des constructions impériales dont le centre se trouve en Mésopotamie, ou en Babylonie. C'est de là que trois fois les Sémites ont conquis et unifié le Croissant fertile : Empire babylonien, Empire assyrien, Empire chaldéen, selon un schéma ternaire calqué sur l'histoire de l'Égypte. La Babylonie, quoique non steppique, se trouve incluse dans le Croissant fertile. C'est donc une configuration spatiale où se mêlent milieux méditerranéens et milieux steppiques, voire désertiques, agriculture sèche et agriculture irriguée.
Le Croissant fertile est un espace ouvert qui, au nord et à l'est, semble buter sur les chaînes montagneuses du Taurus et du Zagros, couvertes de forêts. Ces formations montagneuses sont dues à l'orogenèse alpine. Si la limite extérieure ne pose pas de problème, la limite inférieure est plus difficile à déterminer. Le moyen assez commode et souvent utilisé pour délimiter le Croissant fertile est dès lors de retenir l'isohyète des 250 mm considéré généralement comme la limite en deçà de laquelle l'agriculture sèche n'est plus possible.

## Extension à l’Égypte

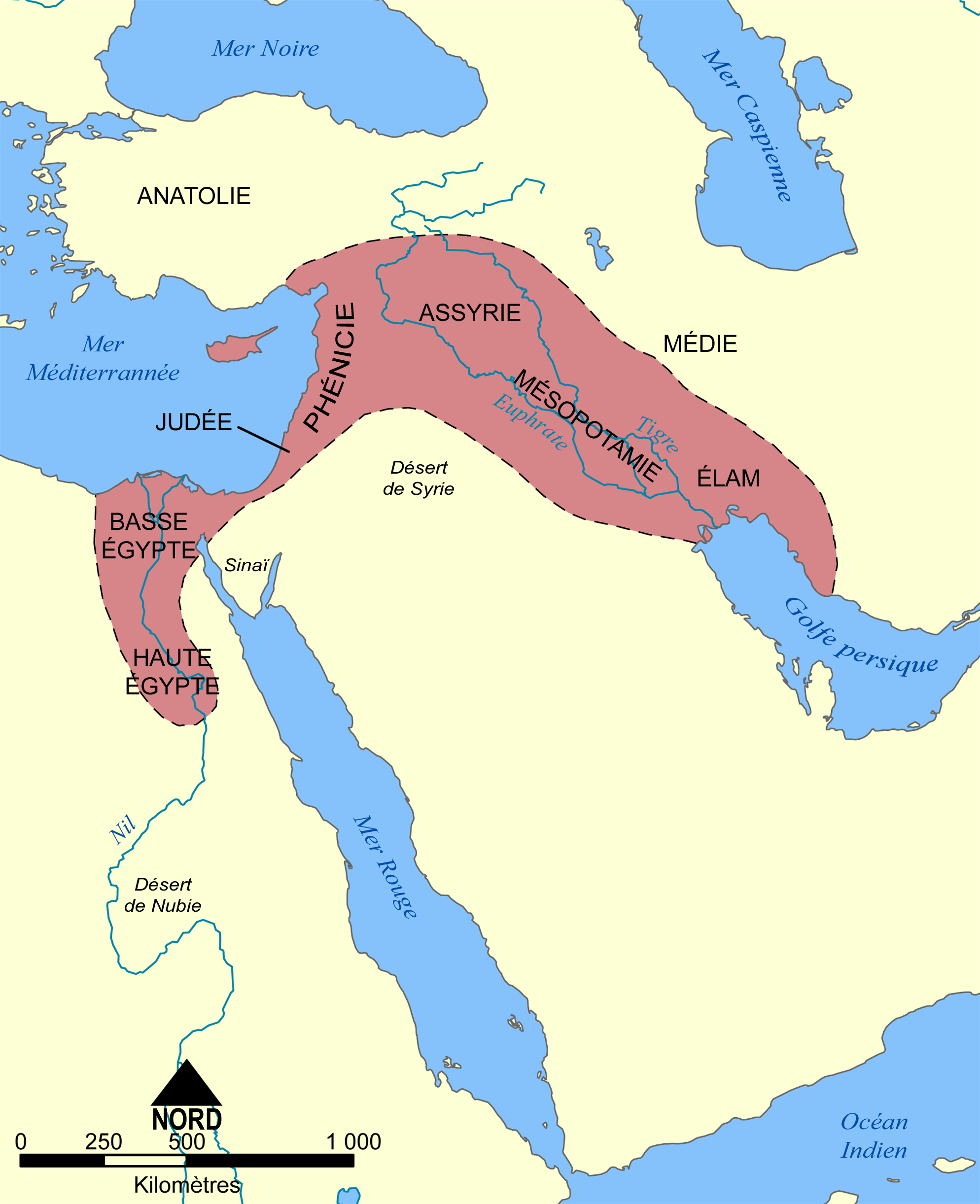
Une définition du Croissant fertile, devenue fréquente au XXIe siècle.

Notant des similitudes géographiques et historiques entre les deux régions, Vere Gordon Childe, dans The Most Ancient East, étend le Croissant fertile à la vallée du Nil.
Cette autre définition aujourd'hui populaire, qui inclut l’Égypte, ne correspond pas à la définition d'origine qui est la plus couramment admise. Irriguée par le Jourdain, l'Oronte, l'Euphrate, le Tigre et le Nil (cinq fleuves du Proche-Orient), couvrant quelque 400 000 à 500 000 km2, la région s'étend surtout sur la plaine alluviale du Nil, continuant sur la rive est de la Méditerranée, autour du nord du désert de Syrie et comprend toute la Mésopotamie, jusqu'au golfe Persique.
Le croissant fertile étendu à l’Égypte est par la suite évoqué de manière détournée pour évoquer le périple d'Abraham, ou encore l'unité arabe par les nationalistes arabes et en particulier les Hachémites.

## Lieu de naissance de l'agriculture
Selon Bernard Geyer et Paul Sanlaville, le Croissant fertile est une notion bioclimatique avant tout. Il correspond à la zone de répartition des céréales sauvages, zone où l'indice pluviométrique est supérieur à 200 mm par an et permet une agriculture sèche. C'est d'ailleurs dans cette zone que la première agriculture de l'humanité a vu le jour avec la domestication du blé et de l'orge au Néolithique. Il commencerait ainsi par la vallée du Jourdain pour finir aux piémonts du Zagros oriental en passant par la Djézireh syro-irakienne,. Il ne comprend donc pas l'Égypte et qu'une partie de la Mésopotamie.
Le climat a évolué avec le temps, mais le Croissant fertile avait déjà au début de l'Holocène, à la sortie du dernier âge glaciaire, un climat qui encourageait l’installation de nombreuses plantes annuelles, qui produisent plus de graines comestibles que les plantes pérennes. La variété des niveaux d'altitude de la région favorisait l'exploitation, la culture et la domestication de nombreuses espèces de plantes, dont plusieurs céréales en premier lieu, contribuant au début du Néolithique. Le Croissant fertile était également un habitat favorable pour quatre des cinq plus importantes espèces d'animaux domestiqués : la vache, la chèvre, le mouton, et le porc. Il a probablement été le foyer de leur domestication. La cinquième espèce, le cheval, vivait à proximité mais a été domestiqué plus tard dans la steppe eurasienne.